# Siedlung Schillerpark

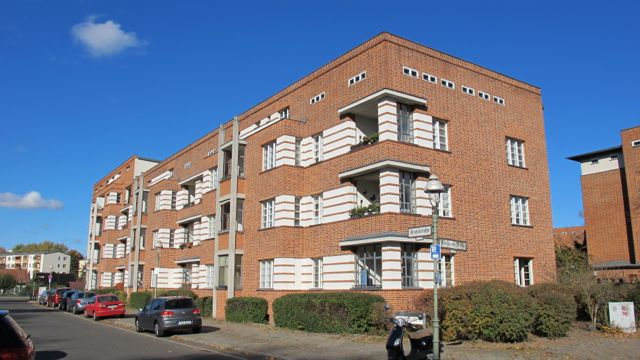
Siedlung Schillerpark

Siedlung Schillerpark är ett bostadsområde i stadsdelen Wedding i Berlin. Det byggdes under 1920-talet efter Bruno Tauts planer. Bostadsområdet ligger i direkt anslutning till parken Schillerpark och är en del i det så kallade Engelska kvarteret, Englisches Viertel, där gatorna bär brittiska och irländska stadsnamn. Området försenades på grund av första världskriget och efterföljande års svaga ekonomi. 1924 startade projektet som pågick fram till 1930 då 303 våningar byggdes.
De delar av området som förstördes under andra världskriget återuppbyggdes efter kriget, Tauts bror Max Taut var med i arbetet med att återskapa bostäderna.
Området är en del i världsarvet Berlins modernistiska bostadsområden.